# Сказки Манхэттена
«Сказки Манхэттена» (англ. Tales of Manhattan) — киноальманах режиссёра Жюльена Дювивье, вышедший на экраны в 1942 году. Актёрская работа Эдварда Г. Робинсона, сыгравшего в одном из эпизодов ленты, была отмечена премией Национального совета кинокритиков США.

## Сюжет
Фильм состоит из нескольких несвязанных между собой эпизодов, объединённых участием в них фрака — предмета одежды, который был проклят портным и который постепенно переходит от одного владельца к другому вниз по социальной лестнице Нью-Йорка. Первым хозяином является звезда театра Пол Орман, получающий пулю от ревнивого мужа своей любовницы Этель Холлоуэй. Затем фрак с пулевым отверстием попадает к дворецкому кутилы Гарри Уилсона, невеста которого Дайан узнаёт о его неверности в день свадьбы и уходит к его другу Джорджу. Следующим владельцем становится неизвестный композитор Чарльз Смит, получающий шанс дирижировать при исполнении собственного произведения и разрывающий тесный для него фрак во время представления. Фрак оказывается в гардеробе бездомного алкоголика Ларри Брауна, неспособного скрыть от однокурсников своё бедственное положение во время встречи выпускников. Наконец, фрак через посредство грабителей оказывается в деревне чернокожих бедняков, которые используют его для создания пугала.

## В ролях
- Шарль Буайе — Пол Орман
- Рита Хейворт — Этель Холлоуэй
- Джинджер Роджерс — Дайан
- Генри Фонда — Джордж
- Чарльз Лоутон — Чарльз Смит
- Эдвард Г. Робинсон — Ларри Браун
- Поль Робсон — Люк
- Этель Уотерс — Эстер
- Эдди Андерсон — преподобный Лазарь
- Томас Митчелл — Джон Холлоуэй
- Юджин Паллетт — Лютер
- Сизар Ромеро — Гарри Уилсон
- Гэйл Патрик — Эллен
- Роланд Янг — Эдгар
- Марион Мартин — Белочка
- Эльза Ланчестер — Эльза Смит
- Виктор Франсен — Артуро Беллини
- Джордж Сандерс — Уильямс
- Джеймс Глисон — Джо
- Гарри Дэвенпорт — профессор Лайонс
- Дж. Кэррол Нэш — грабитель
- Фрэнк Орт — продавец поношенной одежды
- Кристиан Раб — виолончелист
- Зиг Арно — флейтист
- Джеймс Ренни — Хэнк Бронсон
- Гарри Хейден — «Супчик» Дэвис
- Моррис Анкрум — судья Том Барнс
- Дональд Дуглас — Хен Хендерсон
- Мэй Марш — Молли
- Кларенс Мьюз — дедушка
- Хелен Уитни — актриса
- Блу Вашингтон — обитатель трущоб (в титрах не указан)